# Maria Crocifissa delle Piaghe di Gesù
La venerabile Maria Crocifissa delle Piaghe di Gesù, al secolo Maria D'Ambrosio (Napoli, 19 febbraio 1782 – Napoli, 16 dicembre 1826), è stata una religiosa italiana, suora dell'ordine Terziario Alcantarino.
È venerata come venerabile dalla Chiesa cattolica.

## Biografia
Maria D'Ambrosio nacque a Napoli il 19 febbraio 1782 da famiglia modesta. Fin da bambina manifestò una fortissima religiosità e il desiderio di entrare nel convento delle Terziarie Alcantarine, vicino alla chiesa di Santa Lucia al Monte, a poca distanza dalla casa natale.
All'età di vent'anni, rimasta orfana di entrambi i genitori, fu ammessa al convento e scelse come nome Maria Crocifissa delle Piaghe di Gesù, per l'intenzione di seguire le orme di Maria Francesca delle Cinque Piaghe, terziaria alcantarina anche lei, detta la santarella dei Quartieri Spagnoli di Napoli. Estremamente ligia alla regola dell'ordine, per la sua saggezza di spirito fu spesso chiamata ad arbitrare contese tra i popolani, che le si rivolgevano anche per chiedere consigli e aiuto.
Di salute cagionevole, patì parecchie malattie. La sua devozione venne riconosciuta anche dal papa Pio VII, che le fece dono di alcune reliquie in segno di ringraziamento per le preghiere che suor Maria Crocifissa recitò durante l'occupazione napoleonica di Roma, auspicando il ritorno del papa dall'esilio a Gaeta.
Alla morte, fu sepolta nella chiesa di Sant'Agostino alla Zecca; in seguito, le sue spoglie vennero portate nella chiesa di Santa Lucia al Monte (1846), per essere poi trasferite definitivamente nell'attiguo Sacrario dei Servi di Dio, nel 1940.
La causa di beatificazione iniziò nel 1848 e il 14 maggio 1896 fu proclamata venerabile.